# Грот, Николай Яковлевич
Никола́й Я́ковлевич Грот (18 [30] апреля 1852, Гельсингфорс — 23 мая [4 июня] 1899, Харьковская губерния) — русский философ

, сторонник идеализма, заметная фигура среди московских гуманитариев времён контрреформ, психолог; старший сын филолога Якова Грота, свойственник семьи Семёновых-Тян-Шанских. Ординарный профессор Московского университета, действительный статский советник.

## Биография
Родился в Гельсингфорсе 18 (30) апреля 1852 года в семье филолога, академика Я. К. Грота и писательницы Наталии Петровны Семёновой (1824—1899), сестры известных деятелей и писателей Николая Петровича Семёнова и Петра Петровича Семёнова-Тян-Шанского.
Учился в гимназии Видемана (1862—1868) и Ларинской гимназии (1868—1871), которую окончил с золотой медалью. Также с золотой медалью за сочинение «Критическое изложение философии пифагорейцев и Платона по XIII и XIV книгам метафизики Аристотеля» он окончил историко-филологический факультет Санкт-Петербургского университета.
После годичной стажировки, на собственные средства, в Берлине и Страсбурге (у Вальдейера) в июне 1876 года был назначен исправляющим должность экстраординарного профессора Нежинского историко-филологического института, где на кафедре философии он преподавал психологию, логику и историю философии; с сентября 1878 года по сентябрь 1881 года он состоял учёным секретарём института; с 1 сентября 1881 года в течение года был в заграничной командировке с целью подготовки докторской диссертации.
Защитил в Киевском университете: в мае 1880 года магистерскую диссертацию «Психология чувствований в её истории и главных основах»; в феврале 1883 — докторскую «К вопросу о реформе логики. Опыт новой теории умственных процессов».
С 1 декабря 1879 года занимал должность ординарного профессора Нежинского института (утверждён 14 мая 1880). В 1883—1886 годах заведовал кафедрой философии Новороссийского университета в Одессе, с августа 1886 года — ординарный профессор Московского университета, где до самой смерти работал на кафедре философии.
Неоднократно печатался во французском журнале «Философское обозрение» («Revue philosophique») под редакцией академика Теодюля Рибо.
В феврале 1888 года он был избран председателем Московского психологического общества.
В 1889 году основал журнал «Вопросы философии и психологии», который и возглавлял с 1889 до 1896 года.
Умер 23 мая (4 июня) 1899 года в селе Кочеток, Змиевского уезда Харьковской губернии.

## Научные взгляды

Н. Я. Грот с учениками.
Одесса, 1886 г.

В ранний период под влиянием К. Д. Кавелина взгляды Грота тяготели к позитивизму. В дальнейшем взгляды Грота изменились, и он стал заниматься метафизикой на основе данных опытной науки (так называемому монодуализму) и к поиску естественнонаучных оснований для этики и аксиологии. Пытался интегрировать системы Канта, Шеллинга, Шопенгауэра, Гартмана. Признавал реальность сознания Вселенной, а человека наделял сверхвременным началом, вложенным в него Богом. Развивал психическую теорию, в которой в качестве единицы анализа выделял «психический оборот», в котором объединялись ощущение (как внешнее впечатление на организм), чувствование (как переработка внешнего впечатления во внутреннее), мышление (как вызванное этим впечатлением движение) и воля (как внешнее движение организма навстречу предмету).
В работе «Основания экспериментальной психологии» (1896) предложил программу построения психологии, которая должна быть объективной, естественной, экспериментальной наукой. Был активным сторонником практического использования психологии, её связи с педагогикой, медициной и юриспруденцией.
Одной из важнейших в творчестве Грота является проблема эмоционального развития. В книге «Психология чувствований в её истории и главных основах» (1880) он применительно к психологии использует законы дифференциации и интеграции, открытые в физиологии, доказывает возможность экспериментального исследования эмоций. Соединяя, по традиции того времени, проблему формирования эмоций с развитием нравственности, Грот по-новому подошел к вопросу о свободе воли, связывая её с характером зависимости человека от своего состояния. При этом сама проблема наличия или отсутствия свободы воли, по его мнению, может быть понята и решена лишь на основе самосознания человека, то есть осознания человеком свободы своего выбора той или иной формы деятельности.
В философии свой метод он называл методом «субъективной индукции». В качестве критерия он выставлял закон «однообразия природы», но истолковывал его идеалистически, как один из моментов переживания человека.
Н. Я. Грот пытался реформировать логику, исходя из того, что все умственные процессы однородны и сводятся к шести первоначальным формам: ассоциации, диссоциации, дизассоциации, интеграции, дезинтеграции  и дифференциации, из которых основной является ассоциация.
Первые три формы, это процессы суждения, а остальные три формы – процессы умозаключения. Суждение, по Гроту, имеет два подлежащих, и кроме того, заключает в себе представление об отношении между подлежащими.
Индукцию он называл методическим синтезом. А дедукцию – методическим анализом.
Н. Я. Грот показал несостоятельность метафизического, эмпирического, формального и психологического истолкований  формально-логических законов мышления. Он подверг обстоятельной критике современные ему логические концепции, но пытался свести логику к разделу психологии.

## Интересные факты
Н. Я. Грот — автор ряда статей в «Энциклопедическом словаре Брокгауза и Ефрона».
В 1911 году публичную библиотеку в Нью-Йорке перевели из двух старых в одно новое здание. Число томов составило почти 2 миллиона, и первой книгой, которую затребовали в новом читальном зале в 9 часов 8 минут утра, оказалось сочинение Н. Грота на русском языке «Нравственные идеалы нашего времени». Об этом факте написал в своей статье «Что можно сделать для народного образования» (1913) В. И. Ленин.

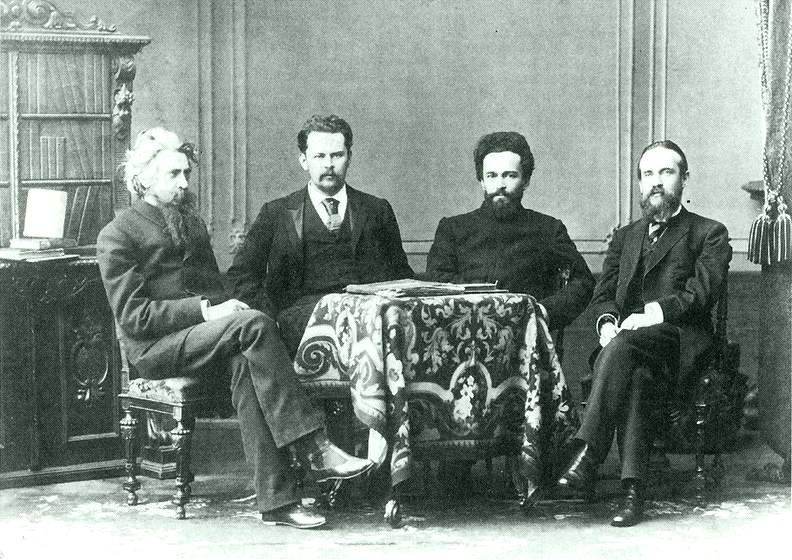
Вл. С. Соловьев, С. Н. Трубецкой, Н. Я. Грот, Л. М. Лопатин. 1893 г.

#### Рукописи
- О философии Платона. Изложение и конспекты. Лекции. — М.: Лит. Благушина, 1888. — 266 с.

## Семья
Жена — Наталья Николаевна, дочь Н. А. Лавровского. Их дети: Евгения, Алексей, Мария, Наталия, Ольга, Елена, Надежда, Лев.